# Robert Tine
Robert Tine, född 1954, död 2019, var en amerikansk författare.

## Biografi
Tine skapade under pseudonym Richard Harding serien The Outrider, där huvudpersonen Bonner efter ett atomkrig ser människor leva i rännstenar och källare som vilda djur och som råttor i ruiner. Alla vill åt det viktiga motorbränslet . Seriens fem böcker inledde i svensk översättning bokserien De överlevande. En sjätte bok, kallad Black death, var planerad men blev inte skriven och förblev outgiven sedan bokförlaget Pinnacle Books försatts i konkurs. Serien torde vara inspirerad av filmen Mad Max.
Under egna namnet Robert Tine utgavs främst romaner som byggde på filmmanus.

### Som Robert Tine
- Who killed Jock Ewing? 1985 (Vem mördade Jock Ewing? 1985, övers Charlotta Bergström) - kopplad till TV-serien Dallas.
- Bodyguard 1992 (Bodyguard 1993, övers Marie Rhodin) - efter filmmanus av Lawrence Kasdan

### Som Richard Harding omOutrider
- The outrider 1984 (Värld i skräck 1985)
- Fire and ice 1984 (Våldets lag 1985)
- Blood highway 1984 (Blodig väg 1985)
- Bay city burnout 1985 (Brinnande hat 1986)
- Built to kill 1985 (Grym terror 1986)